# Ehson Panjshanbe
Ehson Panjshanbe là một cầu thủ bóng đá Tajikistan thi đấu cho Navbahor Namangan và Đội tuyển bóng đá quốc gia Tajikistan.

## Sự nghiệp

### Câu lạc bộ
Vào tháng 6 năm 2016, Panjshanbe trở lại FC Istiklol sau thời gia cho mượn ở Barkchi.

### Quốc tế
Panjshanbe có màn ra mắt cho Tajikistan ngày 2 tháng 6 năm 2016 trước Bangladesh.

## Thống kê sự nghiệp

### Câu lạc bộ
Tính đến trận đấu diễn ra ngày 24 tháng 8 năm 2020
| Câu lạc bộ          | Mùa giải            | Giải vô địch                             | Giải vô địch | Giải vô địch | Cúp Quốc gia | Cúp Quốc gia | Châu lục | Châu lục  | Khác    | Khác      | Tổng    | Tổng      |
| Câu lạc bộ          | Mùa giải            | Hạng đấu                                 | Số trận      | Bàn thắng    | Số trận      | Bàn thắng    | Số trận  | Bàn thắng | Số trận | Bàn thắng | Số trận | Bàn thắng |
| ------------------- | ------------------- | ---------------------------------------- | ------------ | ------------ | ------------ | ------------ | -------- | --------- | ------- | --------- | ------- | --------- |
| Istiklol            | 2016                | Giải bóng đá vô địch quốc gia Tajikistan | 4            | 0            | 3            | 1            | 0        | 0         | 0       | 0         | 7       | 1         |
| Istiklol            | 2017                | Giải bóng đá vô địch quốc gia Tajikistan | 15           | 1            | 3            | 1            | 3        | 0         | 0       | 0         | 21      | 2         |
| Istiklol            | 2018                | Giải bóng đá vô địch quốc gia Tajikistan | 16           | 1            | 2            | 0            | 6        | 0         | 0       | 0         | 24      | 1         |
| Istiklol            | 2019                | Giải bóng đá vô địch quốc gia Tajikistan | 18           | 7            | 6            | 2            | 7        | 1         | 1       | 0         | 32      | 10        |
| Istiklol            | 2020                | Giải bóng đá vô địch quốc gia Tajikistan | 11           | 4            | 1            | 1            | 3        | 0         | 1       | 0         | 16      | 5         |
| Istiklol            | Tổng                | Tổng                                     | 64           | 13           | 15           | 5            | 19       | 1         | 2       | 0         | 100     | 19        |
| Tổng cộng sự nghiệp | Tổng cộng sự nghiệp | Tổng cộng sự nghiệp                      | 64           | 13           | 15           | 5            | 19       | 1         | 2       | 0         | 100     | 19        |

### Quốc tế
| Đội tuyển quốc gia Tajikistan | Đội tuyển quốc gia Tajikistan | Đội tuyển quốc gia Tajikistan |
| Năm                           | Số trận                       | Bàn thắng                     |
| ----------------------------- | ----------------------------- | ----------------------------- |
| 2016                          | 1                             | 0                             |
| 2017                          | 3                             | 0                             |
| 2018                          | 3                             | 0                             |
| 2019                          | 12                            | 0                             |
| 2020                          | 3                             | 0                             |
| 2021                          | 8                             | 2                             |
| 2022                          | 8                             | 2                             |
| 2023                          | 5                             | 2                             |
| Tổng                          | 45                            | 6                             |

Thống kê chính xác đến trận đấu diễn ra ngày 21 tháng 11 năm 2023

### Bàn thắng quốc tế
| #  | Ngày                 | Địa điểm                                           | Đối thủ            | Bàn thắng | Kết quả | Giải đấu                 |
| -- | -------------------- | -------------------------------------------------- | ------------------ | --------- | ------- | ------------------------ |
| 1. | 29 tháng 5 năm 2021  | Sân vận động Khalid bin Mohammed, Sharjah, UAE     | Thái Lan           | 1–2       | 2–2     | Giao hữu                 |
| 2. | 7 tháng 6 năm 2021   | Sân vận động Panasonic Suita, Suita, Nhật Bản      | Nhật Bản           | 1–1       | 1–4     | Vòng loại World Cup 2022 |
| 3. | 8 tháng 6 năm 2022   | Sân vận động Dolen Omurzakov, Bishkek, Kyrgyzstan  | Myanmar            | 4–0       | 4–0     | Vòng loại Asian Cup 2023 |
| 4. | 22 tháng 9 năm 2022  | Sân vận động kỷ niệm 700 năm, Chiang Mai, Thái Lan | Trinidad và Tobago | 2–1       | 2–1     | Giao hữu                 |
| 5. | 17 tháng 6 năm 2023  | Sân vận động Milliy, Tashkent, Uzbekistan          | Uzbekistan         | 1–0       | 1–5     | CAFA Nations Cup 2023    |
| 6. | 21 tháng 11 năm 2023 | Sân vận động Thể thao Jinnah, Islamabad, Pakistan  | Pakistan           | 4–1       | 6–1     | Vòng loại World Cup 2026 |

## Danh hiệu

### Câu lạc bộ
Istiklol
- Giải bóng đá vô địch quốc gia Tajikistan (2): 2016[5], 2017[6]
- Cúp bóng đá Tajikistan (1): 2016[7]